# Cratere Aldrin
Aldrin è un piccolo cratere lunare da impatto che si trova nella parte meridionale del mare della Tranquillità, ad est del cratere Sabine. È situato a circa 50 chilometri a nordovest del sito d'atterraggio dell'Apollo 11. Prende il nome da Buzz Aldrin, ed è il più occidentale della linea dei tre crateri nominati in onore dell'equipaggio dell'Apollo 11. A circa 30 chilometri ad est si trova il punto d'atterraggio della sonda Surveyor 5.
Questo cratere era identificato come Sabine B, prima di essere rinominato dall'Unione Astronomica Internazionale.